# Ha-Kerajot
Ha-Kerajot (hebr. הַקְרָיוֹת) – obszar metropolitalny w Izraelu, obejmujący dzielnice Hajfy, jak i sąsiednie miasta Dystryktu Hajfy. Jest on położony nad Zatoką Hajfy na wybrzeżu Morza Śródziemnego. Jest to drugi pod względem populacji wielkomiejski obszar w Izraelu (1 100 000 mieszkańców).

## Historia
Skupisko tych pięciu podmiejskich dzielnic powstało w latach 30. XX wieku na obszarze peryferii Hajfy. W 2003 roku powstała propozycja połączenia wszystkich tych miast w jedno duże miasto Zevulon, które miałoby łączną populację 250 tys. mieszkańców. Propozycje została jednak odrzucona. Podczas drugiej wojny libańskiej w 2006 roku na tutejsze miasta spadły liczne rakiety wystrzelone z Libanu przez Hezbollah.

## Pierścienie metropolii
Obszar Ha-Kerajot dzieli się wewnętrzny i zewnętrzny pierścień metropolii.
W wewnętrznym obszarze metropolii znajdują się następujące miasta: Hajfa (populacja 265 100), Kirjat Atta (pop. 49 900), Kirjat Mockin (pop. 39 700), Kirjat Jam (pop. 36 500) i Kirjat Bialik (pop. 36 300).
W zewnętrznym obszarze znajdują się miasta: Baka-Dżatt, Ir ha-Karmel, Hadera, Neszer, Or Akiwa, Tirat Karmel i Umm al-Fahm.

## Komunikacja
W obszarze Ha-Kerajot przecinają się ważne szlaki komunikacyjne Izraela. Przez ten obszar przechodzą linie kolejowe Rakewet Jisra’el, pięć autostrad i dróg ekspresowych, oraz wiele innych ważnych dróg krajowych.

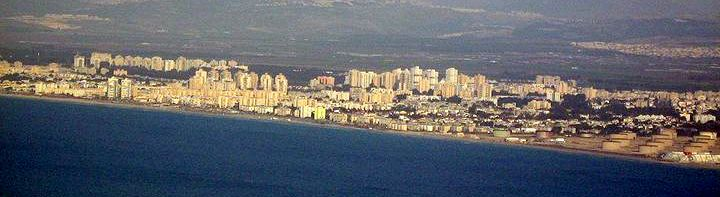
Widok aglomeracji miejskiej Ha-Kerajot